# Бычкова, Надежда
Надежда Бычкова (род. 24 августа 1989 года) ― украино-словенская танцовщица бальных и латиноамериканских танцев, многократная чемпионка Словении по бальным танцам и латиноамериканским танцам, двукратная чемпионка мира и Европы. В 2017 году она приняла участие в британском телевизионном шоу Strictly Come Dancing в качестве профессиональной танцовщицы.

## Карьера
В 2017 году Бычкова появилась в качестве профессиональной танцовщицы в пятнадцатом сезоне британского телевизионного танцевального шоу Strictly Come Dancing в паре с актёром Давудом Гадами. Они вышли в четвертьфинал соревнований, заняв шестое место.
В 2018 году она также участвовала в шоу в паре с актёром  Райаном Ли. Пара была устранена на третьей неделе .
В 2019 году она выступала с бывшим профессиональным футболистом Дэвидом Джеймсом . Они были четвёртой парой, которая была исключена.
В 2021 году Бычкова танцевала в паре с тележурналистом Би-би-си, Дэном Уокером.
Ранее она была профессиональной танцовщицей в боснийской версии шоу.

## Личная жизнь
В 2013 году Бычкова вышла замуж за российского танцора Сергея Коновальцева. Брак продлился два года. Бычкова помолвлена со словенским футболистом Матией Скаработом, от которого у неё есть дочь по имени Мила.
В апреле 2015 года Бычкова появилась в украинском издании журнала Playboy.